# アナ・クラウディア・ミシェルス
アナ・クラウディア・ミシェルス （Ana Claudia Michels, 1981年7月31日 - ）は、ブラジル出身の女性ファッションモデル。
サンタカタリナ州ジョインヴィレで生まれる。両親ともにドイツ系で、父方はバイエルン州から、母方はバーデン＝ヴュルテンベルク州とブランデンブルク州からの移民である。
14歳の時、大きなモデルエージェンシーのオーナーに、友人の仲介で紹介されたのが、モデル業を始めるきっかけであった。カルバン・クラインの広告、ヴィクトリアズ・シークレットのモデルとして知られる。
ヴォーグのイギリス誌で、『クイーン・オブ・キャットウォーク』に選ばれた。
年に3千万ドル稼ぐと言われている。